# Gasore Hategeka
Gasore Hategeka (1 maart 1987) is een Rwandees wielrenner.

## Carrière
In 2010 behaalde Hategeka zijn eerste UCI-overwinning door de derde etappe van de Ronde van Kameroen op zijn naam te schrijven. Een jaar later herhaalde hij dit.
In 2013 werd Hategeka nationaal wegkampioen door in Kigali de sprint-à-deux te winnen van Bonaventure Uwizeyimana.

## Overwinningen
2010
3e etappe Ronde van Kameroen
2011
3e etappe Ronde van Kameroen
2013
 Rwandees kampioen op de weg, Elite
2016
3e etappe Ronde van Ivoorkust